# Badrić
Badrić je prezime koje podjednako nalazimo među Hrvatima i Srbima. U Hrvatskoj živi nešto manje od sto Badrića, najviše u Zagrebu, Sesvetama i Velikoj Gorici.

## Poznati Badrići
- Stjepan Badrić, hrvatski franjevac, teolog i pisac
- Josip Badrić, hrvatski glazbenik, član grupe Crveni koralji
- Jasenko Badrić, član predsjedništva Hrvatske konzervativne stranke
- Marko Badrić, sveučilišni profesor na Učiteljskom fakultetu Sveučilišta u Zagrebu
- Nina Badrić, hrvatska pjevačica